# Music for Millions
Music for Millions (Brasil: Música para Milhões / Portugal: Música para Todos) é um filme norte-americano de 1944, do gênero comédia, dirigido por Henry Koster  e estrelado por Margaret O'Brien, José Iturbi e June Allyson.
Na trilha sonora estão composições de Debussy, Dvorak, Händel, Grieg e Chopin, mas quem rouba o filme é Jimmy Durante com sua canção Umbriago.
Ava Gardner aparece por segundos, sem receber créditos.
Segundo Ken Wlaschin, este é um dos dez melhores trabalhos da carreira de June Allyson.

## Sinopse

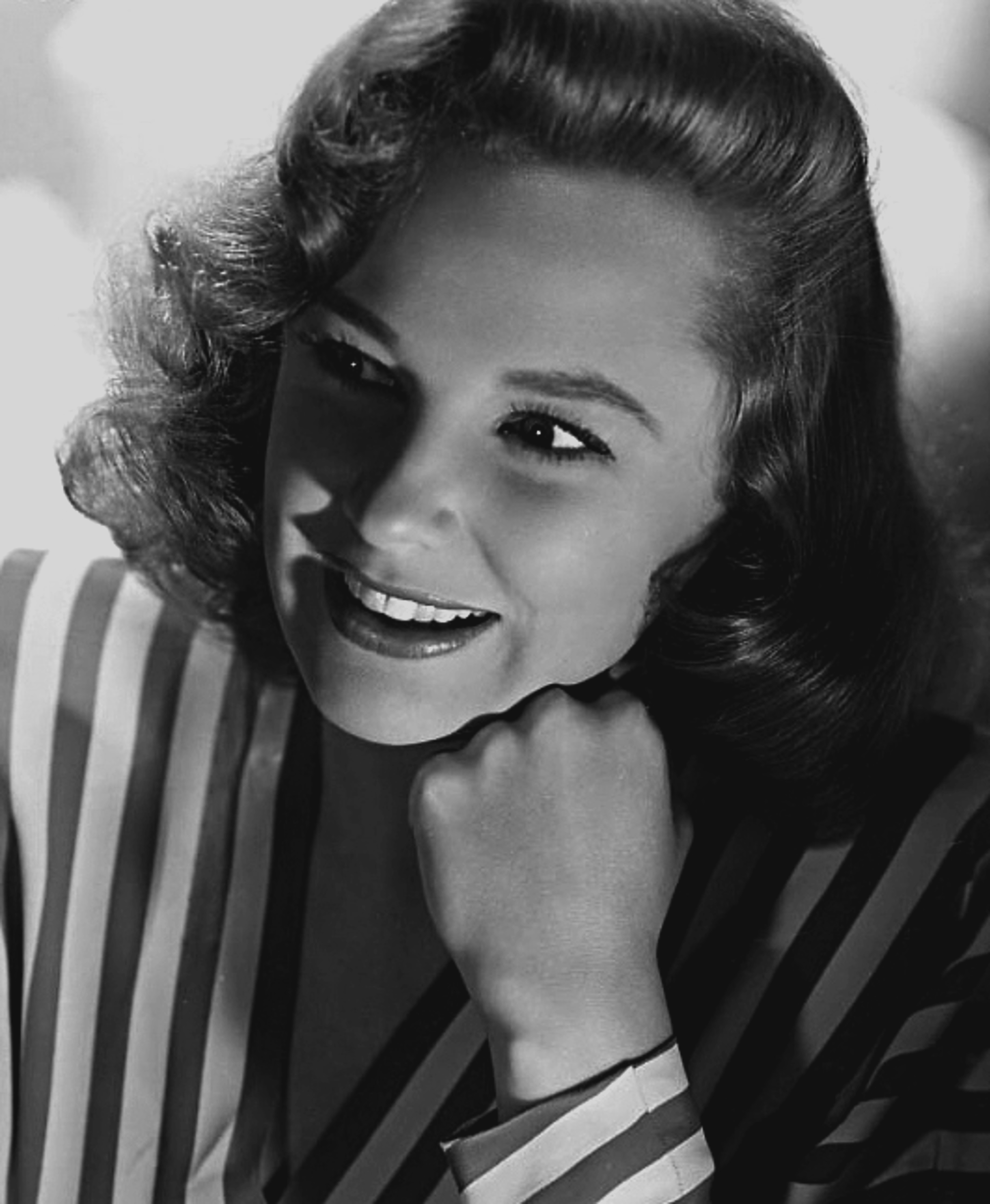
June Allyson, em foto publicitária para divulgação do filme.

Barbara, violoncelista na orquestra de José Iturbi, está grávida, mas o marido luta na Europa contra as tropas de Hitler. Quando ele morre, sua pequena irmã 'Mike' e os companheiros da orquestra tentam esconder a notícia dela.

## Premiações
| Patrocinador                                  | Prêmio | Categoria               | Situação |
| --------------------------------------------- | ------ | ----------------------- | -------- |
| Academia de Artes e Ciências Cinematográficas | Oscar  | Melhor Roteiro Original | Indicado |

## Elenco
| Ator/Atriz       | Personagem    |
| ---------------- | ------------- |
| Margaret O'Brien | Mike          |
| José Iturbi      | José Iturbi   |
| June Allyson     | Barbara       |
| Jimmy Durante    | Andrews       |
| Marsha Hunt      | Rosalind      |
| Hugh Herbert     | Tio Ferdinand |
| Harry Davenport  | Doutor        |
| Marie Wilson     | Marie         |